# Emberek (együttes)
Az Emberek magyar könnyűzenei együttes, mely főleg az 1990-es évek második felében volt népszerű.

## Története
1995-ben alapította Erdélyi László, Miller Zoltán, és Berkes Gábor. Az 1990-es években népszerű előadóktól eltérően az akusztikus zenére fektették a hangsúlyt. Ugyanez év novemberében kiadták Száz út albumukat, mely 1996 őszére aranylemez lett. Sikerüket az albumon szereplő Mama, Száz út, Nem szólnak a húrok számok alapozták meg.
1996 nyarán írták a Ha varázsló lennék slágerüket, mely felkerült a második nagylemezre is, majd decemberben Gyertyafény kislemezüket. Erdélyi László kivált a csapatból, és Unisex nevű együttesére összpontosított.
1997 áprilisában megjelent az Emberek második nagylemeze, a Tábortűz, mely szintén aranylemez lett; 1998 novemberében pedig a Forog a föld. Ezután nem készítettek új albumokat, de hivatalosan nem oszlottak fel; 2005-ben és 2011-ben koncertet adtak tíz, illetve tizenöt éves fennállásuk alkalmából.